# Hebella dyssymetra
Hebella dyssymetra is een hydroïdpoliep uit de familie Hebellidae. De poliep komt uit het geslacht Hebella. Hebella dyssymetra werd in 1931 voor het eerst wetenschappelijk beschreven door Billard. 